# Archánes
Archánes (grec moderne : Αρχάνες) est une localité grecque, située à 12 km au sud d'Héraklion, en Crète, comportant environ 4 500 habitants. Elle est en moyenne montagne, s'étendant au pied du Mont Gioúchtas (Γιούχτας), lieu du présumé tombeau de Zeus.
Elle fait partie du dème d’Archánes-Asteroússia, dont elle constitue un district municipal et dont elle est un siège historique, en complément du chef-lieu Pezá.

## Histoire et archéologie
Le site de la ville possède trois sites archéologiques antiques :
- un palais d'époque minoenne situé sous la ville actuelle et fouillé partiellement,
- la nécropole de Fourni,
- le temple d'Anemóspilia.

## Vie économique
Une partie de la population vit de l'exploitation de la vigne et de la fabrication du vin et de l'exploitation de l'olive pour la fabrication d'huile d'olive.

## Lieux notables
- musée archéologique d'Archánes